# Arbeitsgericht Coburg
Das Arbeitsgericht Coburg war ein bayerisches Arbeitsgericht mit Sitz in Coburg.

## Geschichte
Gemäß Arbeitsgerichtsgesetz vom 23. Dezember 1926 wurden in Deutschland Arbeitsgerichte gebildet. Diese waren nur in der ersten Instanz organisatorisch selbstständige Gerichte, die Landesarbeitsgerichte waren den Landgerichten zugeordnet. Am Landgericht Coburg entstand so 1927 das Landesarbeitsgericht Coburg als eines von 23 Landesarbeitsgerichten in Bayern. In Coburg entstand das Arbeitsgericht Coburg als eines von vier Arbeitsgerichten des Landesarbeitsgerichts. Sein Sprengel umfasste die Gerichtsbezirke der Amtsgerichte Coburg, Neustadt bei Coburg, Sonnefeld und Rodach. Es bestand eine allgemeine Kammer für Arbeiter und Angestellte und eine Kammer für das Handwerk. Daneben bestand eine Angestelltenkammer für den Landesarbeitsamtsbezirk.
Bereits 1929 wurde die Zahl der Arbeitsgerichte deutlich reduziert. Das Landesarbeitsgericht Coburg wurde aufgehoben, seine Aufgaben übernahm das Landesarbeitsgericht Bamberg. Der Sprengel des Arbeitsgerichts Coburg umfasste nun die Amtsgerichte Coburg, Neustadt bei Coburg und Rodach.
Nach der Besetzung Deutschlands durch die Alliierten wurden 1945 zunächst alle Gerichte geschlossen. Die ordentlichen Gerichte wurden schon bald wieder eröffnet, während die Arbeitsgerichte zunächst nicht wieder eingerichtet wurden, so dass arbeitsgerichtliche Streitigkeiten von den ordentlichen Gerichten erledigt werden mussten. Gemäß Kontrollratsgesetz 21 vom 30. März 1946 sollten in Deutschland Arbeitsgerichte aufgebaut werden. Mit dem bayerischen Vollzugsgesetz vom 6. Dezember 1946 richtete das Staatsministerium für Arbeit und Sozialordnung am 30. Januar 1947 die Arbeitsgerichte wieder ein. Das Arbeitsgericht Coburg entstand dabei nicht neu.